# Virginie Déjazet
Pauline Virginie Déjazet més coneguda com a Virginie Déjazet (París, 30 d'agost de 1798 - Belleville (20è districte de París) 1 de desembre de 1875), fou una ballarina, actriu i soprano soubrette francesa. Era mare del compositor Eugène Dejazet (1820-1880) del que n'estrenà diversos vaudevilles.

## Carrera artística
La carrera artística d'aquesta dona extraordinària, que conquistà amb el seu talent una reputació universal, comprèn un període de setanta dos anys, ja que es presentà per primera vegada en públic en el Théâtre des jeunes-artistes, situat en el jardí de l'antic convent dels Caputxins (en l'actual Rue de la Paix), no abandonà l'escena fins als últims dies de la seva vida, o sigui l'any 1874, en que contant setanta set anys es presentà per última vegada en l'escenari de la Gran Òpera, en una representació organitzada al seu honor i benefici, en la qual posà en escena Monsieur Gavat i cantà la Lisette de Berenger, els ingressos de la qual ascendiren a 60.000 francs.
Des del seu debuta va fer presagiar la brillant carrera interpretant el monòleg-vaudeville Fanchon toute seule. L'any següent passà al teatre dels Jeunes artistes, del carrer Bondy, i des d'allà al dels Jeunes Elèves, del carrer de Thionville, en el qual hi va romandre fins que es va tancar el 1807. Contractada seguidament en el Vaudeville per a papers d'infant, malgrat de l'èxit assolit en la interpretació de la fada Nabotte, en La Belle au bois dormant, l'empresa no va saber treure'n suc del seu talent i abandonà aquell escenari per passar al de Variétés, en el qual tampoc va poder brillar, pel que es decidí a anar a províncies passant dos o tres anys entre Lió i Bordeus, retornant a París el 1820 al teatre Gymnase-Dramatique, recent inaugurat, en el qual començaren els seus triomfs en els papers de soubrette i en els d'home (travesti), en els quals fou aplaudida, degut principalment a la gràcia i desimboltura amb què portava el vestit masculí.
Talent delicat i agosarat i amb un fil de veu cantava i detallava els couplets amb un bon gust exquisit i amb una dicció irreprotxable, animada i alegre de manera comunicativa, tingué la rara habilitat de dir les frases i acudits més agosarats sense ofendre a ningú. Durant els set anys que va romandre en aquest teatre es distingí en gran nombre d'obres com La Meunière, Caroline, Petite Soeur, Le Bureau de loterie, Les Grisettes, La loge du Portier, Le plus beau jour de ma vie, Partie et revanche, La haine d'une femme, L'écarté, Rodolphe, Les femmes romàntiques, i altres que la feren una de les artistes predilectes del públic.
El 1828 passà al teatre Novedades, ubicat a la Plaça de la Borsa, en el qual estrenà les obres Henry IV en famille, Le Fils de l'home, L'ecole de Brienne, Le Mariage impossible, i, poc temps després, en desaparèixer el teatre Novedades, el 1834 entrà en el teatre del Palais Royal, al qual donà una esplendor desconeguda fins llavors en els tretze anys en què hi va romandre. En aquesta etapa de la seva vida estrenà successivament nombroses obres, de les que moltes restaren de repertori, i que foren triomfs per la genial artista.
El 1845 tornà al teatre de Varietés, en tot el seu apogeu, i es presentà en les obres que estrenà: Gentil Bernard, La gardense de dindons, Le marquis de Lauzan, Le moulin de paroles, en les quals continuà els seus triomfs, per tornar al teatre del Vaudeville, creant Les paniers de la Comtese, La douairière de Brionne, i després a Varietés, on estrenà Trois gamins, i a la Gaité, en la qual escena creà Le sergent Fredéric i Bonaparte à Brienne.
Va emprendre un llarg viatge artístic arreu del país, on Paul-Ernest, nomenat director del Vodevil, va córrer darrere d'ella, es va unir a ella a Rouen i la va contractar. El 1849, a l'edat de 52 anys, va començar una aventura amb el jove primer, Charles Fechter, llavors de 25 anys. El 16 d'octubre de 1850 va reaparèixer al "Théâtre de la Bourse", al Vicomte de Lélorières, després al Dowager de Brionne fins que la fallida del director va interrompre bruscament els seus èxits. Després d'un nou viatge a les províncies, el Vodevil després d'haver reobert sota la direcció de Lecourt, se li retorna a sous elevats. Després d'Ouistiti, el marquès de Lauzun, Quand on va cueilletter la noisette, les Rêves de Mathéus, el seu compromís va ser renovat per dos anys, i Léon Gozlan va escriure per a ella els Paniers de la comtesse, creats el 27 de novembre de 1852.
Després d'un conflicte amb Lecourt, va demanar i va obtenir el final del seu compromís, per reaparèixer, el 22 de novembre de 1853, a les Variétés dans les Trois Gamins, Vanderburch i Clairville abans de marxar amb un dels autors cap a Dijon, Niça, Marsella, Lió. El 1854, cansada de dirigir la província i desesperada per no poder trobar un compromís a París en bones condicions, es va retirar a una petita casa d'esbarjo que posseïa, a Sena-Port. Va ser allà on Léon de Brécourt la va presentar al jove dramaturg Victorien Sardou, a qui es va instal·lar a Sena-Port i va tractar com el seu millor amic. Va ser a partir de Virginie que va dibuixar les seves primeres inspiracions i va escriure les seves primeres escenes.

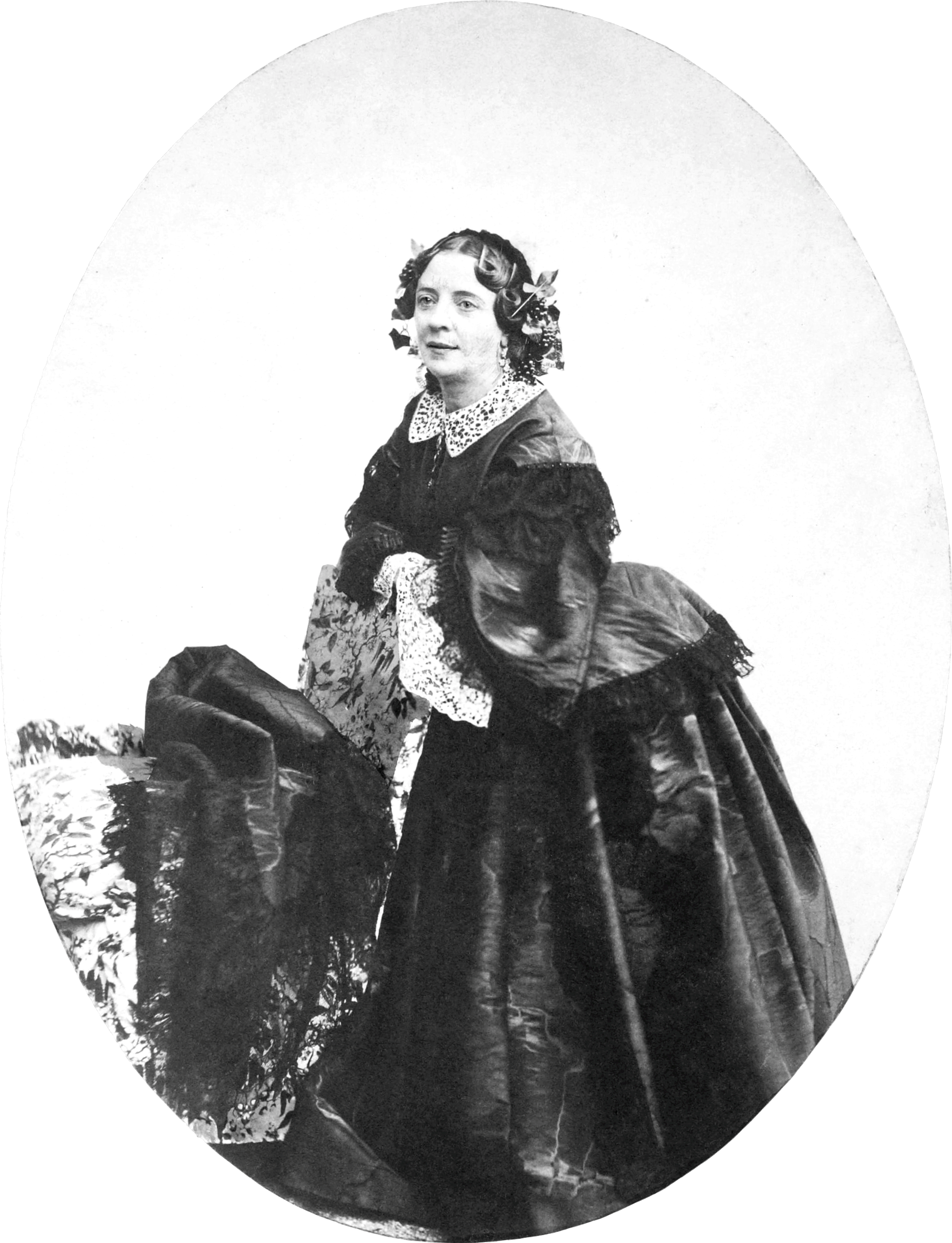
Virginie Dejazet el 1854

El 1855, Déjazet va donar cent representacions del Sergent Frédéric al "Théâtre de la Gaité" i, el 16 d'octubre del mateix any, el paper de Richelieu al Palais de Saint-Cloud. De 1855 a 1859, va fer diverses aparicions al Palais-Royal, on va repetir alguns dels seus millors papers, i a les Variétés, on va crear Roger Bontemps a Les Chants de Béranger, i Le Capitaine Chérubin, en l'obra d'aquest nom.
El novembre de 1859, va comprar el petit escenari dels Folies-Nouvelles, al "Boulevard du Temple", i el va rebatejar com Folies-Déjazet per reobrir-lo, sota la direcció del seu fill el compositor Eugène (1820-1880), en l'escena del qual a l'avançada edat seixanta cinc anys, aconseguí verdaders triomfs en diversos rols de travestit, en les primeres obres de Victorien Sardou, com Monsieur Garat, Le près Saint Gérmain, Les premieres armes de Figaro, i algunes altres produccions, per la gràcia, la desimboltura i la refinada elegància de que en feu gala en totes elles, que portaren tot París al seu teatre. La ganduleria del seu fill va fer fracassar aquella empresa que tant bons resultats havia donat i prometia, i després d'una nova gira arreu del país retornà a París i s'acomiadà del teatre. De fet, diverses personalitats del món artístic, inclòs Victorien Sardou, es van unir per organitzar un "benefici" per a ell, que li va aportar 60.000 francs per a una actuació.
En jubilar-se el 1869, el Ministeri d'Instrucció Pública i Belles Arts li va retirar 2.000 francs. El mateix any, Napoleó III suposadament li va concedir una pensió de 2.000 francs.

Eugène Pierron va dir d'ella:
| « | "La seva extraordinària vivacitat, el seu enginy, el seu talent i la seva capacitat de dir ambigüitats de tal manera que el perdonarien, i una juganera indescriptible de tot el seu ésser van contribuir a convertir-lo en una de les estrelles més brillants de l'escena parisenca." | » |

 Les seves bones paraules, distribuïdes, que sobresurten eren, de fet, famoses. A una editorial que la va instar a publicar les seves memòries, ella s'hi va negar, responent:
| « | "Amb raó o malament, m'han donat una reputació d'esperit, no voldríeu que la perdés". | » |

A una petició més seriosa, va respondre:
| « | "No tinc prou vicis per despertar la curiositat, ni prou virtuts per reclamar admiració". | » |

El 2 d'octubre de 1874, havent anat a la reunió de la quarta societat del Caveau, a proposta d'Eugène Grangé, l'assemblea li va atorgar per unanimitat la presidència honorífica, vacant per la mort de Jules Janin. Serà, amb la cantant Theresa, una de les dues dones integrants de la història del Caveau.
Virginie Déjazet va ser una de les artistes dramàtiques més portentoses que van brillar a França el segle XIX; deixà un nom brillant en la història del teatre francès. Després de la seva mort es publicà el llibre Le perroquet de Déjazet (París, 1876), que és un brillant col·lecció de les seves enginyoses ocurrències.
Està enterrada al cementiri de Père-Lachaise17, amb els dos fills que havia tingut d'Adolphe Charpentier, Eugène i Hermine, que va morir el 18 de desembre de 1877, conegut com a cantant i per una composició.

## Rols

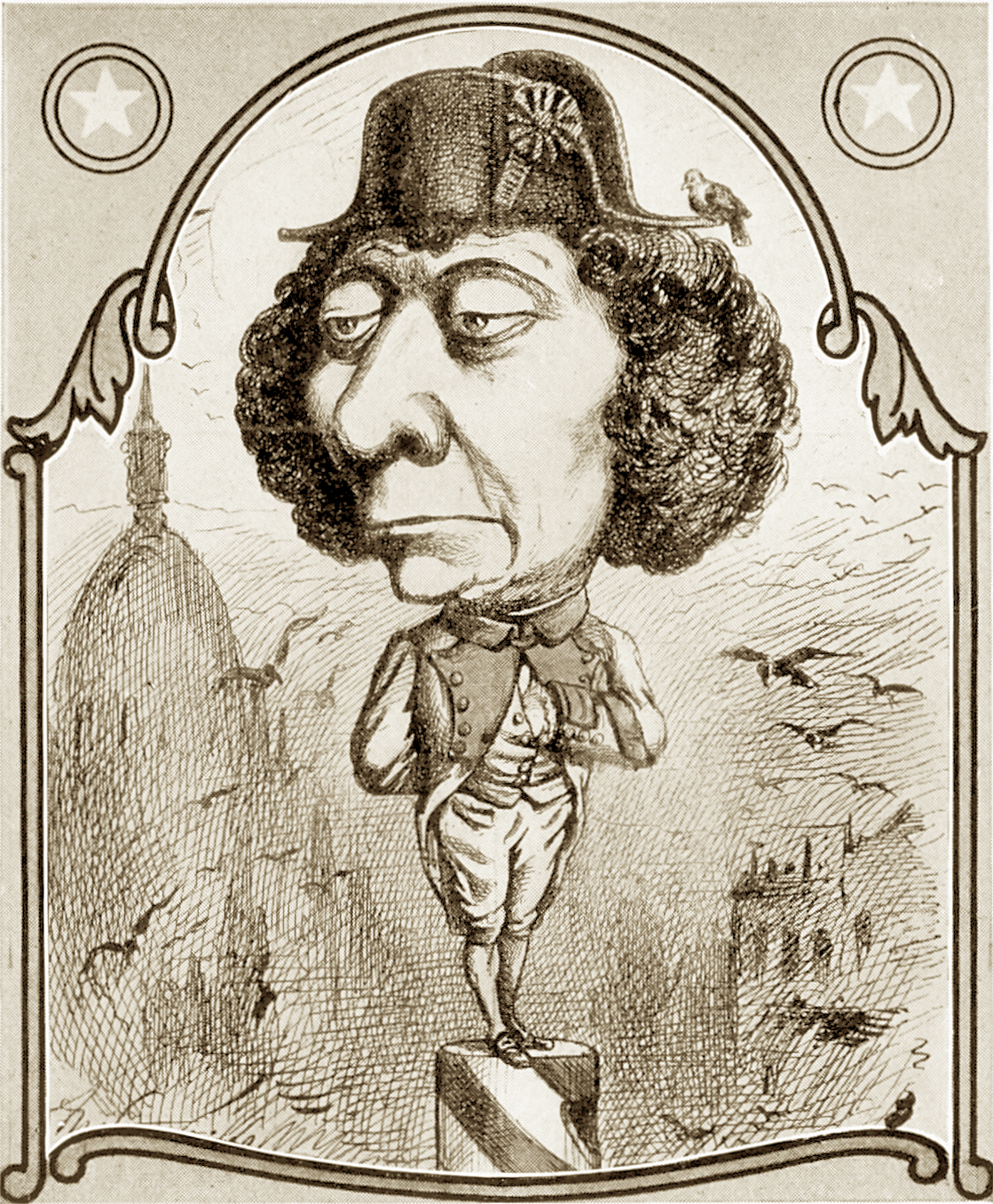
Virginie Dejazet a Bonaparte a Brienne d'André Gill.

- 1823: La Loge du portier d'Eugène Scribe et Édouard Mazères, Théâtre du Gymnase.
- 1823: Le Confident d'Eugène Scribe et Mélesville, Théâtre du Gymnase.
- 1828: Le Mariage impossible de Mélesville et Pierre-Frédéric-Adolphe Carmouche, Théâtre des Variétés.
- 1829: Les Aventures et voyages du petit Jonas d'Eugène Scribe et Jean-Henri Dupin, Théâtre des Nouveautés.
- 1829: Isaure de Théodore Nézel, Benjamin Antier et Francis baron d'Allarde, Théâtre des Nouveautés.
- 1830: Le Bal champêtre au cinquième étage ou Rigolard chez lui d'Emmanuel Théaulon et Achille Grégoire, Théâtre des Nouveautés.
- 1830: Les Trois Catherine de Paul Duport et Édouard Monnais, Théâtre des Nouveautés.
- 1831: L'Audience du Prince de Charles de Livry, Anicet Bourgeois et Ferdinand de Villeneuve, Théâtre du Palais Royal.
- 1831: Le Philtre champenois de Mélesville et Nicolas Brazier, Théâtre du Palais Royal.
- 1831: Le Tailleur et la fée ou les Chansons de Béranger de Joseph Langlé, Émile Vanderburch et Philippe-Auguste-Alfred Pittaud de Forges, Théâtre du Palais Royal.
- 1831: L'Enfance de Louis XII ou la Correction de nos pères d'Antoine Simonnin et Mélesville, Théâtre du Palais Royal.
- 1832: Vert-Vert d'Adolphe de Leuven et Philippe-Auguste-Alfred Pittaud de Forges, Théâtre du Palais Royal.
- 1833: Sophie Arnould d'Adolphe de Leuven, Philippe-Auguste-Alfred Pittaud de Forges et Philippe-François Dumanoir, Théâtre du Palais Royal.
- 1833: Le Mariage de Figaro de Beaumarchais, Comédie-Française (rôle de Chérubin). Représentation donnée au bénéfice de [[Catherine-Joséphine Duchesnois|Plantilla:Mlle Duchesnois]], avec notamment [[Mademoiselle Mars|Plantilla:Mlle Mars]] et Marie Dorval.[15]
- 1834: Les Charmettes de Jean-François Bayard, Philippe-Auguste-Alfred Pittaud de Forges et Émile Vanderburch, Théâtre du Palais Royal.
- 1834: Le Triolet bleu de Ferdinand de Villeneuve et Michel Masson, Théâtre du Palais Royal.
- 1834: Judith et Holopherne d'Emmanuel Théaulon, Armand-Joseph Overnay et Théodore Nézel, Théâtre du Palais Royal.
- 1834: Frétillon ou La Bonne Fille de Jean-François Bayard et Alexis Decomberousse, Théâtre du Palais Royal.
- 1835: Les Beignets à la cour de Benjamin Antier et Hyacinthe-Jacques de La Motte Ango, Théâtre du Palais Royal.
- 1835: La Croix d'or de Charles Dupeuty et Michel-Nicolas Balisson de Rougemont, Théâtre du Palais Royal.
- 1835: La Périchole ou La Vierge du soleil d'Emmanuel Théaulon et Philippe-Auguste-Alfred Pittaud de Forges, Théâtre du Palais Royal.
- 1835: La Fiole de Cagliostro d'Anicet Bourgeois, Philippe-François Dumanoir et Édouard Brisebarre, Théâtre du Palais Royal.
- 1836: Les Chansons de Desaugiers de Frédéric de Courcy et Emmanuel Théaulon, Théâtre du Palais Royal.
- 1836: La Marquise de Prétintaille de Jean-François Bayard et Philippe-François Dumanoir, Théâtre du Palais Royal (rôle de la Marquise de Prétintaille).
- 1836: L'Oiseau bleu de Jean-François Bayard et Antoine-François Varner, Théâtre du Palais Royal.
- 1836: Madame Favart de Michel Masson et Saintine, Théâtre du Palais Royal.
- 1837: La Comtesse du tonneau ou Les Deux Cousines d'Emmanuel Théaulon et Alexis Decomberousse, Théâtre du Palais Royal.
- 1837: Le Café des comédiens d'Hippolyte Cogniard et Théodore Cogniard, Théâtre du Palais Royal.
- 1837: Suzanne d'Eugène Guinot, Roger de Beauvoir et Mélesville, Théâtre du Palais Royal.
- 1838: La Maîtresse de langues d'Adolphe de Leuven, Henri de Saint-Georges et Philippe-François Dumanoir, Théâtre du Palais Royal.
- 1838: Mademoiselle Dangeville de Ferdinand de Villeneuve et Charles de Livry, Théâtre du Palais Royal.
- 1838: Les Deux Pigeons de Michel Masson et Saintine, Théâtre du Palais Royal.
- 1839: Rothomago, revue d'Hippolyte Cogniard et Théodore Cogniard, Théâtre du Palais Royal.
- 1839: Nanon, Ninon et Maintenon ou Les Trois Boudoirs d'Emmanuel Théaulon, Jean-Pierre Lesguillon et Achille d'Artois, Théâtre du Palais Royal.
- 1839: Argentine de Gabriel de Lurieu, Charles Dupeuty et Michel Delaporte, Théâtre du Palais Royal.
- 1839: Les Premières Armes de Richelieu de Jean-François Bayard et Philippe-François Dumanoir, Théâtre du Palais Royal.
- 1840: Indiana et Charlemagne de Jean-François Bayard et Philippe-François Dumanoir, Théâtre du Palais Royal.
- Plantilla:Date- : Mademoiselle Sallé de Jean-François Bayard, Philippe-François Dumanoir et Saintine, Théâtre du Palais Royal.
- 1841: Le Vicomte de Létorières de Jean-François Bayard et Philippe-François Dumanoir, Théâtre du Palais Royal (rôle du Vicomte de Létorières).
- 1842: Le Capitaine Charlotte de Jean-François Bayard et Philippe-François Dumanoir, Théâtre du Palais Royal.
- 1842: Deux-Ânes de Mélesville et Pierre-Frédéric-Adolphe Carmouche, Théâtre du Palais Royal.
- 1844: Carlo et Carlin de Mélesville et Philippe-François Dumanoir, Théâtre du Palais Royal.
- 1846: Gentil-Bernard ou L'Art d'aimer de Philippe-François Dumanoir et Clairville, Théâtre des Variétés (rôle de Gentil Bernard).
- 1847: L'Enfant de l'amour ou Les Deux Marquis de Saint-Jacques, ou Saint-Jacques de Jean-François Bayard et Eugène Guinot, Théâtre des Variétés.
- 1850: Lully ou Les Petits Violons de Mademoiselle de Philippe-François Dumanoir et Clairville, Théâtre des Variétés.
- 1853: Les Trois Gamins d'Émile Vanderburch et Clairville, Théâtre des Variétés.
- 1855: Le sergent Frédéric de Louis-Émile Vanderburch et Dumanoir, comédie-vaudeville en cinq actes, Théâtre de la Gaîté (rôle de Charles Frédéric).
- 1860: Monsieur Garat de Victorien Sardou, Théâtre du Palais Royal.
- 1870: Les Pistolets de mon père de Charles-Marie Flor O'Squarr, Théâtre Déjazet.